# Pseudonodosaria
Pseudonodosaria es un género de foraminífero bentónico de la subfamilia Nodosariinae, de la familia Nodosariidae, de la superfamilia Nodosarioidea, del suborden Lagenina y del orden Lagenida. Su especie-tipo es Glandulina discreta. Su rango cronoestratigráfico abarca desde el Cretácico hasta la Actualidad.

## Clasificación
Se han descrito numerosas especies de Pseudonodosaria. Entre las especies más interesantes o más conocidas destacan:
- Pseudonodosaria comatula
- Pseudonodosaria discreta
- Pseudonodosaria lata
- Pseudonodosaria manifesta

Un listado completo de las especies descritas en el género Pseudonodosaria puede verse en el siguiente anexo.